# Torlit australià
El torlit australià (Burhinus grallarius) és una espècie d'ocell de la família dels burrínids (Burhinidae) que habita zones arborades poc denses, sabanes i estepes de gran part d'Austràlia, incloent illes costaneres.

## Descripció
El tortlit australià és, com totes les espècies del gènere Burhinus, un ocell d'ulls grossos i potes llargues, esvelt i de color gris i marró amb marques distintives. L'ocell té ratlles fosques visibles sobre les plomes beix i blanc grisenc de les parts superiors i marques tacades a les ales. El plomatge a la part inferior de l'ocell també està fortament ratllat de marró fosc sobre plomes blanques i beix. La longitud total de l'espècie, incloent-hi el bec d'uns 45 mm i la cua de 180 mm, és de 550 mm; l'envergadura de les ales s'acosta a 1 m de diàmetre. Les plomes de vol són negres i revelen una taca beix clara quan estan esteses, i el plomatge té una zona clara al dors. El cap es distingeix, per una banda, de plomes fosques sobre l'ull i al llarg del coll, i un color beix al front i al front sobre l'ull. L'iris és de groc brillant; la pell nua prop de l'ull és negra. Les potes llargues de l'espècie són de color verd oliva i el bec és de to fosc.
Els sexes són similars, amb els juvenils mostrant un plomatge més pàl·lid que, d'altra banda, s'assembla als adults.
El cant d'aquest torlit és fort i es pot sentir a gran distància. El reclam de "uiiloo" té un to misteriós i planyívol. La freqüència dels crits augmenta quan les condicions meteorològiques canvien, especialment quan s'acosta la pluja a una zona. Diversos individus poden unir els cants en cor, intensificant enormement l'extraordinària qualitat del crit nocturn.
La coloració de la closca de l'ou és generalment gris pedra amb taques marrons, tot i que això és variable i sovint coincideix amb l'entorn per proporcionar camuflatge. La mida de l'ou també és variable, de mitjana és de 53 × 39 mm, però es registren diferències en els nius propers o entre els dos ous de la mateixa posta.
Cap altre ocell australià s'assembla al torlit. Una altra espècie de la família, el torlit becgròs dels esculls (Esacus magnirostris), es distingeix pel plomatge i bec més gros i només es troba a la costa. És possible confondre's amb els enganyapastors, però les espècies de Caprimulgus són més petites i volen de manera diferent.

## Comportament
Com la majoria dels torlits, és principalment nocturn i s'especialitza en la caça de petits animals de praderia; caça granotes, aranyes, insectes, mol·luscs, crustacis, serps, llangardaixos i petits mamífers, principalment capturats o sondejats del sòl tou o de fusta en descomposició; també es consumeix algunes llavors o tubercles, sobretot en anys de sequera. Els ocells solen buscar aliment individualment o en parelles en un gran territori, sobretot en nits de lluna plena.

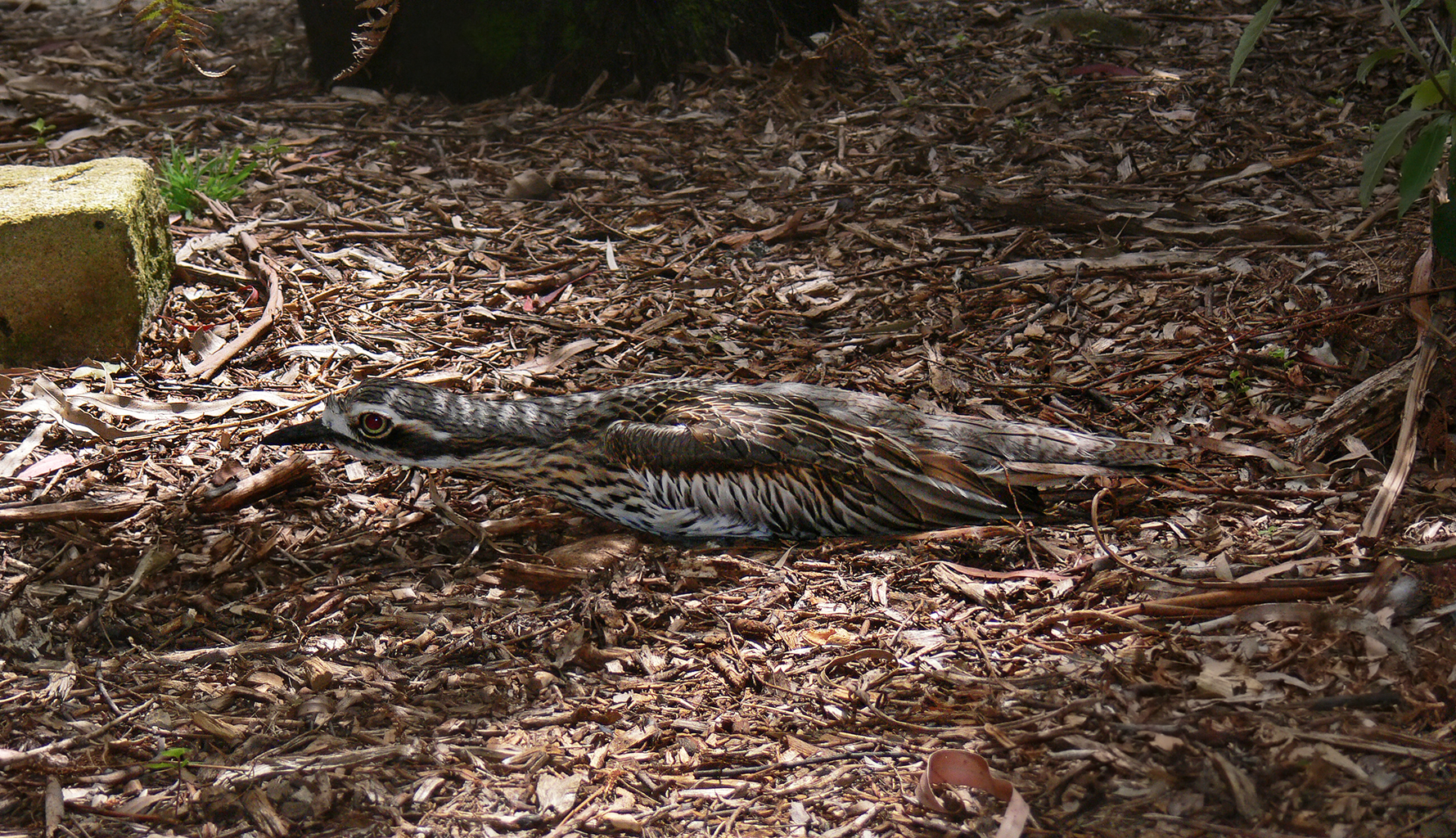
Un adult en posició immòbil.

Durant el dia, els torlits tendeixen a romandre inactius, refugiant-se entre l'herba alta o l'ombra d'arbustos i arbres, confiant en el plomatge críptic per protegir-se dels depredadors. Quan es són molestats, es queden immòbils, sovint en postures d'aspecte estrany. Per a depredadors visuals com els rapinyaires i els humans, això funciona bé, però no serveix de gaire amb animals que cacen per olor com les guineus, els dingos o els rèptils. Apropar-se a l'individu camuflat no el dissuadeix d'aquest comportament, mantenint la postura rígida fins i tot si se'ls manipula. Si finalment es mou, s'ajup i camina sigil·losament entre la vegetació, només intentant volar si se'l persegueix vigorosament.
Malgrat l'aspecte desmanegat i l'hàbit de quedar-se immòbils, són ràpids i àgils a terra, i tot i que poques vegades volen durant les hores de llum, no són gens maldestres a l'aire; el vol és ràpid i directe amb ales llargues i amples.
El torlit australià probablement se sent més que no pas es veu. El crit sona com un gemec. Quan s'espanta, xiscla, un so similar al xiscle d'un pòssum. Un estudi de camp de Brookton, Austràlia Occidental, va assenyalar que el crit es va sentir en resposta al crit dels pòssums abatuts pels caçadors. Quan se senten amenaçats (presumiblement en presència d'un niu), poden aixecar les ales àmpliament i ben amunt en una impressionant postura d'amenaça i emetre un xiulet fort i ronc.

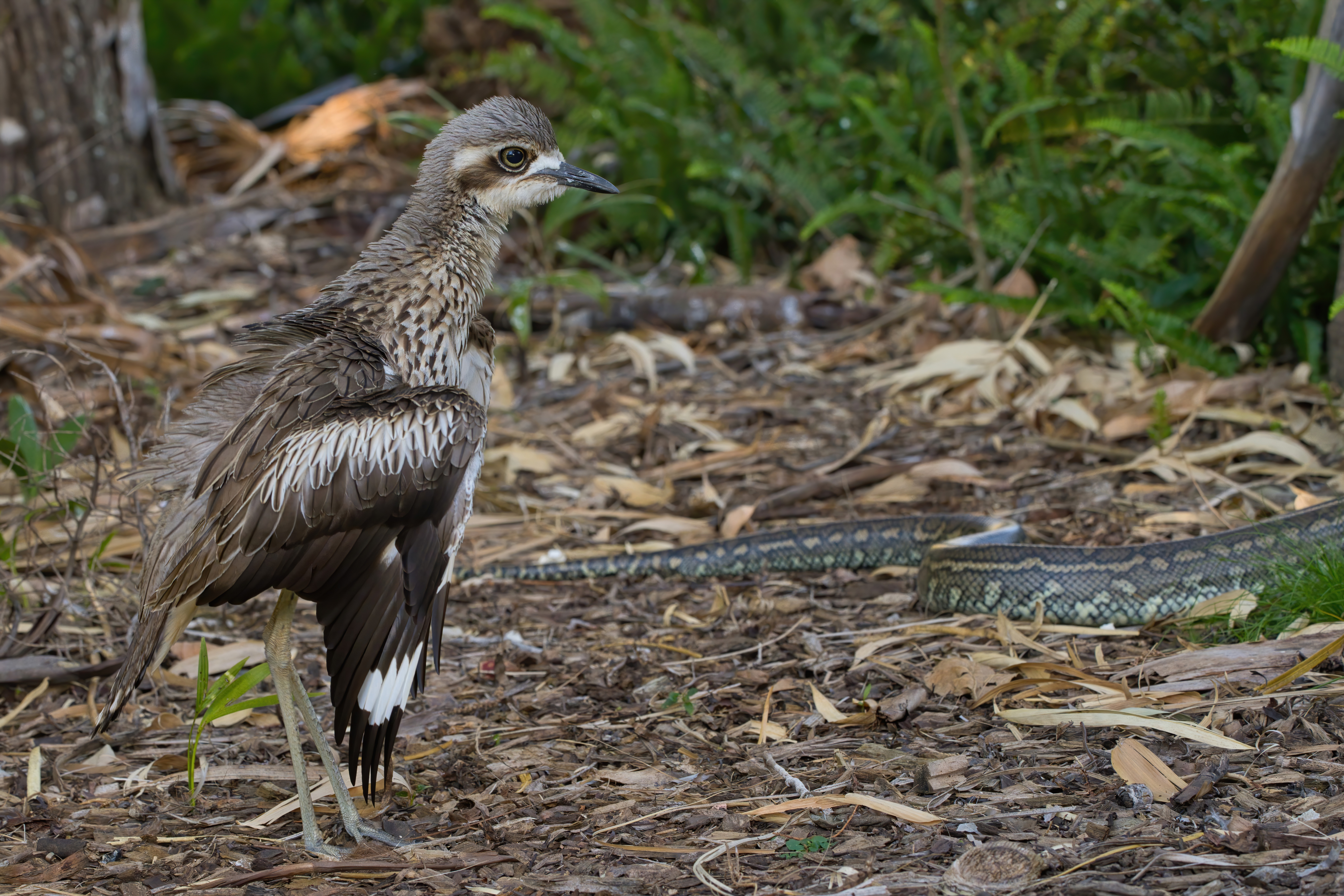
Postura d'amenaça contra una pitó catifa (Morelia spilota).

El torlit australià de vegades s'agrupa en estols, però quan arriba la temporada de cria, el nombre d'ocells en una zona sol ser només d'una parella. Com altres ocells que nien a terra, les femelles només seleccionen un lloc per pondre els ous i no proporcionen cap altre adorn al niu; la cura del lloc la duen a terme els dos pares. El progenitor incubador es mou discretament del lloc si se'l molesta durant els primers dies d'incubació, però roman per defensar un ou en una etapa posterior del desenvolupament. El progenitor adopta la postura immòbil i jeu sobre els ous en un intent d'amagar-los. Pot moure un ou que ha estat descobert per un intrús a poca distància, però.

## Distribució i hàbitat
El torlit australià té una àmplia preferència d'hàbitat, però rarament es veu a la selva tropical, deserts àrids o regions urbanes o agrícoles. L'espècie es troba en boscos oberts, boscos d'eucaliptus, vores de selva tropical, planes herboses, matolls àrids i al llarg de cursos d'aigua interiors. No són una espècie migratòria, tot i que les condicions meteorològiques poden fer que es traslladin a un altre lloc dins d'una zona local. És una espècie comuna al voltant de les ciutats de Brisbane, Cairns i Townsville, al nord-est d'Austràlia, però no es troba al voltant de les zones urbanes del sud de l'àrea de distribució. Es pot trobar a tota Austràlia, excepte a la costa d'Austràlia Occidental i Tasmània. Encara és abundant al nord tropical i subtropical, però s'ha tornat molt rara al sud menys fèrtil, on abans era comuna.
Els registres històrics de la presència de l'espècie al sud-oest d'Austràlia indiquen que era comuna, de vegades abundant, però la població va disminuir considerablement en aquesta regió durant el segle XX. La causa de la disminució s'atribueix en gran part a la introducció de la guineu roja (Vulpes vulpes). L'amenaça de la depredació dels gats es notable fins i tot on la guineu ja s'havia establert. Els intents de controlar una altra plaga exòtica, el conill de bosc (Oryctolagus cuniculus), també van ser un factor amenaçador perquè aquesta espècie sucumbís als mètodes de control de l'enverinament per aigua i la captura accidental en trampes de conills. L'àrea de distribució del torlit australià incloïa la major part del continent australià, tot i que s'ha reduït al voltant d'un 90%, i també es troba a les illes properes i costaneres. S'ha registrat una població molt petita que cria en un lloc al sud de Nova Guinea. Es va comprovar que el torlit australià de vegades troba protecció contra les guineus residint a prop de propietats rurals, sent respectat pels agricultors i defensat pels seus gossos. Se sap que els ocells joves es domestiquen parcialment a les propietats rurals.
L'activitat agrícola de vegades afavoria les poblacions locals; Frederick Whitlock va assenyalar el 1903 que el torlit australià es va desplaçar a aigües obertes i va afavorir la neteja parcial del bosc on quedaven restes de matolls. Tanmateix, el declivi dramàtic de les antigues fortaleses que es van convertir per a les feines agrícoles europees es va registrar a mitjan segle XX.

## Estat de conservació
El torlit australià és raonablement comú al nord d'Austràlia, però s'ha tornat rar al sud menys fèrtil. Molts experts creuen que la depredació de guineus és un factor principal en el declivi, tot i que encara hi ha algunes zones on les guineus són comunes, la població de torlits roman saludable, de manera que les veritables causes continuen sent incertes. La destrucció i fragmentació de l'hàbitat a gran escala ha estat sens dubte important, i bé podria ser el factor principal, tot i que algunes proves suggereixen que l'espècie prefereix les terres agrícoles i algunes zones urbanes amb zones de vegetació autòctona per sobre de les zones intactes de vegetació.
A partir del 2014, els torlits s'han reintroduït en una zona protegida al santuari boscós de Mulligans Flat a Canberra mitjançant una combinació d'estratègies d'alliberament agressives i laxes.
L'avaluació que s'indica a la Llista Vermella de la UICN és de risc mínim, revisada d'una avaluació anterior de gairebé amenaçada d'extinció. La població està disminuint i s'estima d'entre 10.000 i 15.000 individus el 2016. Es creu que les disminucions històriques registrades durant la colonització d'Austràlia van disminuir en els trenta-dos anys (tres generacions) anteriors a l'avaluació de la UICN del 2016.
El torlit australià no està catalogat com a espècie amenaçada en la Llei de protecció del medi ambient i conservació de la biodiversitat de 1999. És comú a Queensland i no es considera amenaçat regionalment allà. A Nova Gal·les del Sud, es considera en perill d'extinció segons la Llei de conservació d'espècies amenaçades de 1995. Està catalogat com a "vulnerable" a Austràlia Meridional a la Llei de parcs nacionals i vida silvestre de 1972, i com a "amenaçada" a la Llei de garantia de flora i fauna de 1988 de Victòria. En virtut d'aquesta llei, s'ha preparat una declaració d'acció per a la recuperació i la gestió futura d'aquesta espècie. A la llista consultiva de fauna vertebrada amenaçada a Victòria del 2007, aquesta espècie està catalogada com a en perill d'extinció.

## Taxonomia
El torlit australià va ser descrit per primera vegada per l'ornitòleg anglès John Latham el 1801 amb el nom binomial Charadius grallarius. Latham va publicar tres noms simultàniament; tanmateix, l'antiguitat de C. grallarius segueix la publicació dels noms a Birds of Australia de John Gould el 1845.
Fins a una revisió que va determinar la prioritat dels noms assignats a aquesta espècie, els ornitòlegs citaven la descripció sota l'epítet B. magnirostris. Les descripcions de les subespècies van ser publicades per Gregory Mathews el 1912, B. m. rufescens i B. m. broomei descrivint espècimens recollits a l'oest d'Austràlia i B. m. ramsayi recollits a l'est de Queensland. Aquestes descripcions es reconeixen com a sinònimes de B. grallarius.